# Écuélin
Écuélin est une commune française située dans le département du Nord, en région Hauts-de-France.
Ses habitants sont appelés les Écuélinois, Écuélinoises.

## Géographie
Écuélin est située dans l'Avesnois sur le ruisseau des Ecrolies à 6 km de Hautmont et à 77 km de Lille.

### Communes limitrophes
| Bachant             | Limont-Fontaine | Limont-Fontaine |
| Saint-Remy-Chaussée | Écuélin         | Limont-Fontaine |
| Saint-Remy-Chaussée | Saint-Aubin     | Saint-Aubin     |

### Hydrographie

#### Réseau hydrographique
La commune est située dans le bassin Artois-Picardie. Elle est drainée par le ruisseau d'Ecuelin et l'Écuélin,,.

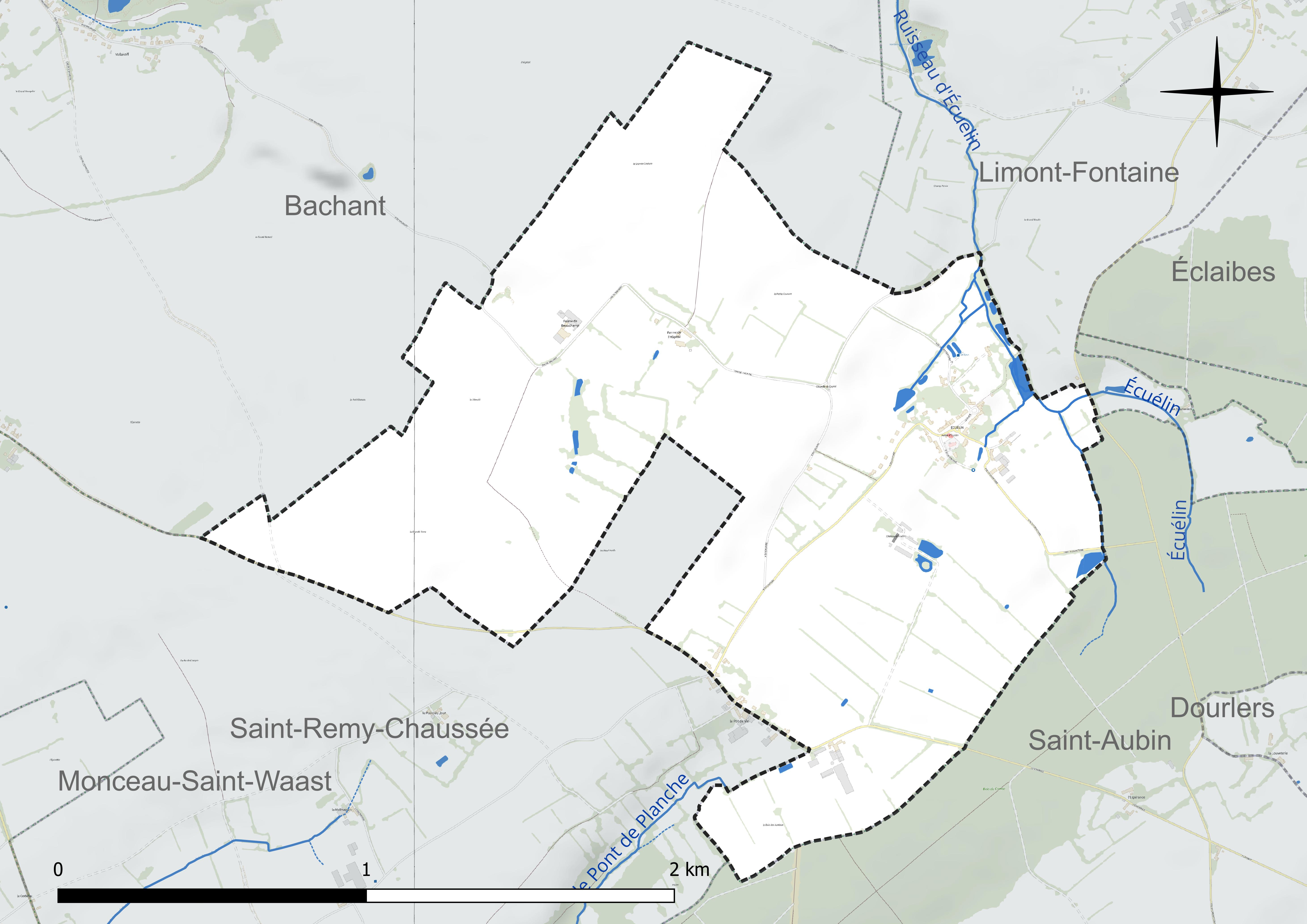
Réseau hydrographique d'Écuélin.

#### Gestion et qualité des eaux
Le territoire communal est couvert par le schéma d'aménagement et de gestion des eaux (SAGE) « Sambre ». Ce document de planification concerne un territoire de 1 253 km2 de superficie, délimité par le bassin versant de la Sambre. Le périmètre a été arrêté le 1er novembre 2003 et le SAGE proprement dit a été approuvé le 21 septembre 2012, puis modifié le 18 août 2022. La structure porteuse de l'élaboration et de la mise en œuvre est le syndicat mixte du Parc naturel régional de l'Avesnois. 
La qualité des cours d'eau peut être consultée sur un site spécial géré par les agences de l'eau et l'Agence française pour la biodiversité. 

### Climat
Pour des articles plus généraux, voir Climat des Hauts-de-France et Climat du Nord.
En 2010, le climat de la commune est de type climat des marges montargnardes, selon une étude du CNRS s'appuyant sur une série de données couvrant la période 1971-2000. En 2020, Météo-France publie une typologie des climats de la France métropolitaine dans laquelle la commune est exposée à un climat océanique altéré et est dans la région climatique  Nord-est du bassin Parisien, caractérisée par un ensoleillement médiocre, une pluviométrie moyenne régulièrement répartie au cours de l'année et un hiver froid (3 °C). 
Pour la période 1971-2000, la température annuelle moyenne est de 9,8 °C, avec une amplitude thermique annuelle de 14,9 °C. Le cumul annuel moyen de précipitations est de 886 mm, avec 12,7 jours de précipitations en janvier et 9,9 jours en juillet. Pour la période 1991-2020, la température moyenne annuelle observée sur la station météorologique la plus proche, située sur la commune de Saint-Hilaire-sur-Helpe à 7 km à vol d'oiseau, est de 10,5 °C et le cumul annuel moyen de précipitations est de 802,4 mm,. Pour l'avenir, les paramètres climatiques de la commune estimés pour 2050 selon différents scénarios d'émission de gaz à effet de serre sont consultables sur un site spécial publié par Météo-France en novembre 2022.

## Urbanisme

### Typologie
Au 1er janvier 2024, Écuélin est catégorisée commune rurale à habitat très dispersé, selon la nouvelle grille communale de densité à sept niveaux définie par l'Insee en 2022.
Elle est située hors unité urbaine. Par ailleurs la commune fait partie de l'aire d'attraction de Maubeuge (partie française), dont elle est une commune de la couronne,. Cette aire, qui regroupe 65 communes, est catégorisée dans les aires de 50 000 à moins de 200 000 habitants,.

### Occupation des sols
L'occupation des sols de la commune, telle qu'elle ressort de la base de données européenne d'occupation biophysique des sols Corine Land Cover (CLC), est marquée par l'importance des territoires agricoles (99,9 % en 2018), une proportion identique à celle de 1990 (99,9 %). La répartition détaillée en 2018 est la suivante : 
terres arables (52 %), prairies (41,6 %), zones agricoles hétérogènes (6,3 %), forêts (0,1 %). L'évolution de l'occupation des sols de la commune et de ses infrastructures peut être observée sur les différentes représentations cartographiques du territoire : la carte de Cassini (XVIIIe siècle), la carte d'état-major (1820-1866) et les cartes ou photos aériennes de l'IGN pour la période actuelle (1950 à aujourd'hui).

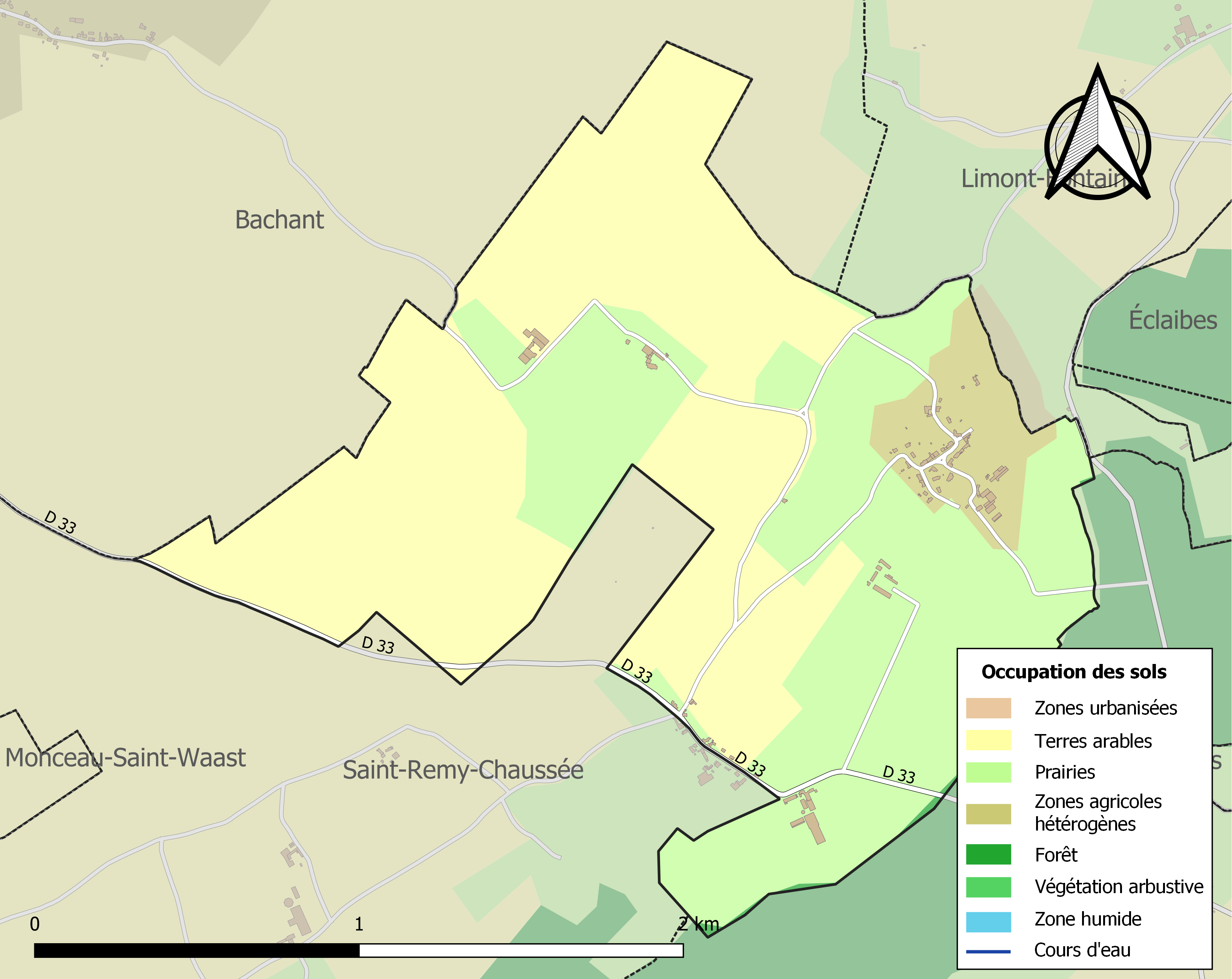
Carte des infrastructures et de l'occupation des sols de la commune en 2018 (CLC).

### Voies de communication et transports
La commune est desservie, en 2024, par le service de transport à la demande du réseau Stibus.

## Politique et administration
Maire de 1802 à 1808 : Henri Mercier,.
Maire en 1881 : Fievet.

Maire en 1939 : Lefevre.
| Période                                  | Période  | Identité        | Étiquette | Qualité |
| ---------------------------------------- | -------- | --------------- | --------- | ------- |
| avant 1988                               | ?        | Pierre Willot   |           |         |
| mars 2001                                | En cours | Françoise Piret | DVD       |         |
| Les données manquantes sont à compléter. |          |                 |           |         |

## Population et société

### Démographie

#### Évolution démographique
L'évolution du nombre d'habitants est connue à travers les recensements de la population effectués dans la commune depuis 1793. Pour les communes de moins de 10 000 habitants, une enquête de recensement portant sur toute la population est réalisée tous les cinq ans, les populations de référence des années intermédiaires étant quant à elles estimées par interpolation ou extrapolation. Pour la commune, le premier recensement exhaustif entrant dans le cadre du nouveau dispositif a été réalisé en 2008.

En 2022, la commune comptait 143 habitants, en stagnation par rapport à 2016 (Nord : +0,51 %, France hors Mayotte : +2,11 %).
| 1793 | 1800 | 1806 | 1821 | 1831 | 1836 | 1841 | 1846 | 1851 |
| ---- | ---- | ---- | ---- | ---- | ---- | ---- | ---- | ---- |
| 101  | 80   | 141  | 128  | 148  | 154  | 145  | 169  | 172  |

| 1856 | 1861 | 1866 | 1872 | 1876 | 1881 | 1886 | 1891 | 1896 |
| ---- | ---- | ---- | ---- | ---- | ---- | ---- | ---- | ---- |
| 175  | 154  | 164  | 163  | 160  | 149  | 145  | 140  | 139  |

| 1901 | 1906 | 1911 | 1921 | 1926 | 1931 | 1936 | 1946 | 1954 |
| ---- | ---- | ---- | ---- | ---- | ---- | ---- | ---- | ---- |
| 134  | 122  | 109  | 133  | 131  | 150  | 128  | 146  | 133  |

| 1962 | 1968 | 1975 | 1982 | 1990 | 1999 | 2006 | 2008 | 2013 |
| ---- | ---- | ---- | ---- | ---- | ---- | ---- | ---- | ---- |
| 135  | 123  | 102  | 115  | 124  | 120  | 110  | 107  | 133  |

| 2018 | 2022 | - | - | - | - | - | - | - |
| ---- | ---- | - | - | - | - | - | - | - |
| 137  | 143  | - | - | - | - | - | - | - |

#### Pyramide des âges
La population de la commune est relativement jeune.
En 2018, le taux de personnes d'un âge inférieur à 30 ans s'élève à 40,2 %, soit au-dessus de la moyenne départementale (39,5 %). À l'inverse, le taux de personnes d'âge supérieur à 60 ans est de 14,5 % la même année, alors qu'il est de 22,5 % au niveau départemental.
En 2018, la commune comptait 72 hommes pour 65 femmes, soit un taux de 52,55 % d'hommes, largement supérieur au taux départemental (48,23 %).
Les pyramides des âges de la commune et du département s'établissent comme suit.
| Hommes | Classe d’âge | Femmes |
| ------ | ------------ | ------ |
| 0,0    | 90 ou +      | 0,0    |
| 4,2    | 75-89 ans    | 3,1    |
| 11,1   | 60-74 ans    | 10,8   |
| 18,1   | 45-59 ans    | 15,4   |
| 25,0   | 30-44 ans    | 32,3   |
| 18,1   | 15-29 ans    | 9,2    |
| 23,6   | 0-14 ans     | 29,2   |

| Hommes | Classe d’âge | Femmes |
| ------ | ------------ | ------ |
| 0,5    | 90 ou +      | 1,4    |
| 5,3    | 75-89 ans    | 8,1    |
| 14,8   | 60-74 ans    | 16,2   |
| 19,1   | 45-59 ans    | 18,4   |
| 19,5   | 30-44 ans    | 18,7   |
| 20,7   | 15-29 ans    | 19,1   |
| 20,2   | 0-14 ans     | 18     |

## Culture locale et patrimoine

### Lieux et monuments
- Église Saint-Martin de 1857.
- Calvaire.
- Chapelle de l'Hôpital du XIIe siècle.
- Château des XVIIIe et XIXe siècles.
- Commanderie des Hospitaliers, aujourd'hui Ferme de l'hopital.
- Fontaine-lavoir.
- Monument aux morts.
- Place du village avec pompe à eau et buste de Marianne.
- Au cimetière, quelques tombes de guerre de la Commonwealth War Graves Commission.

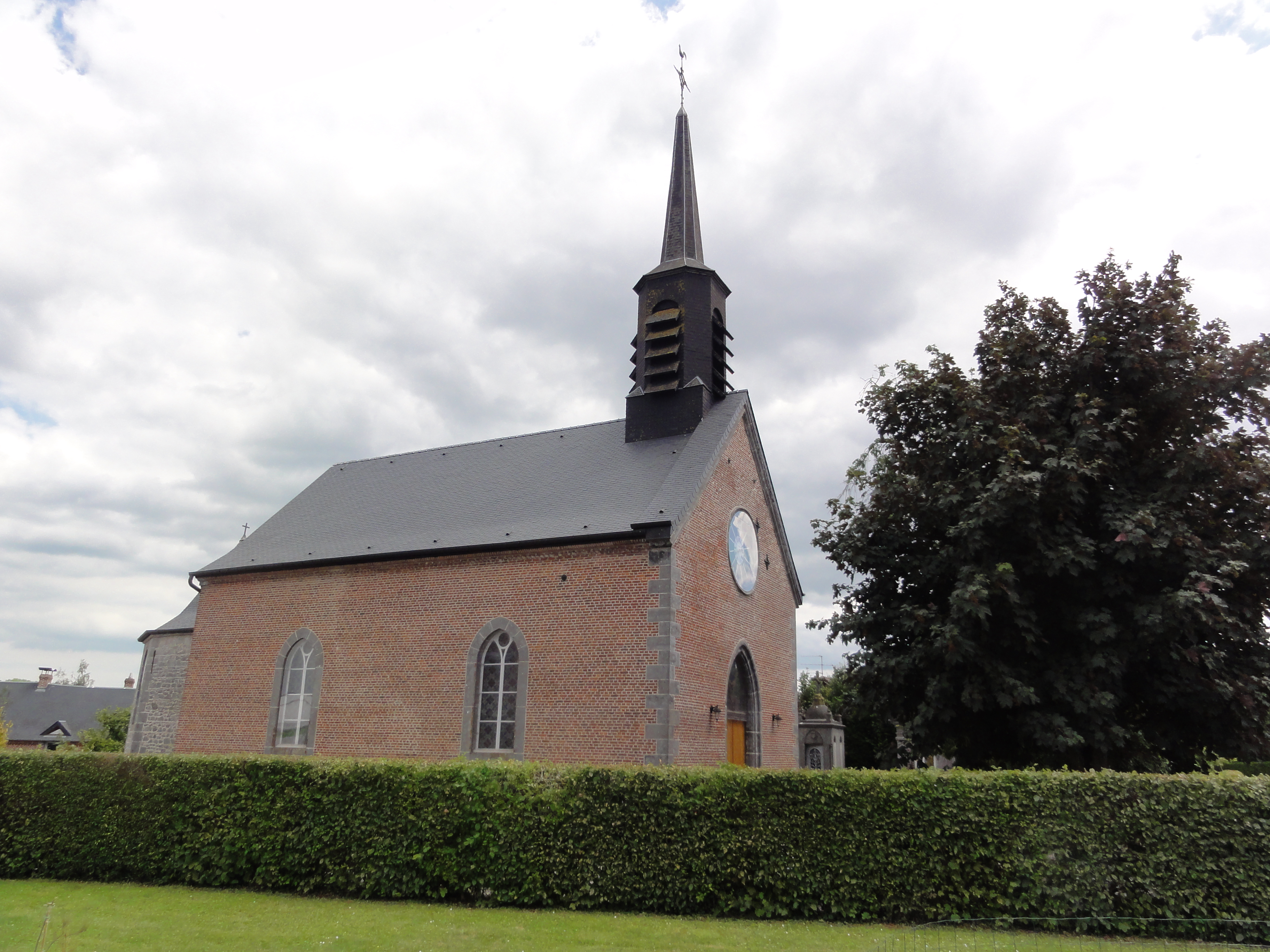
Église Saint-Martin.
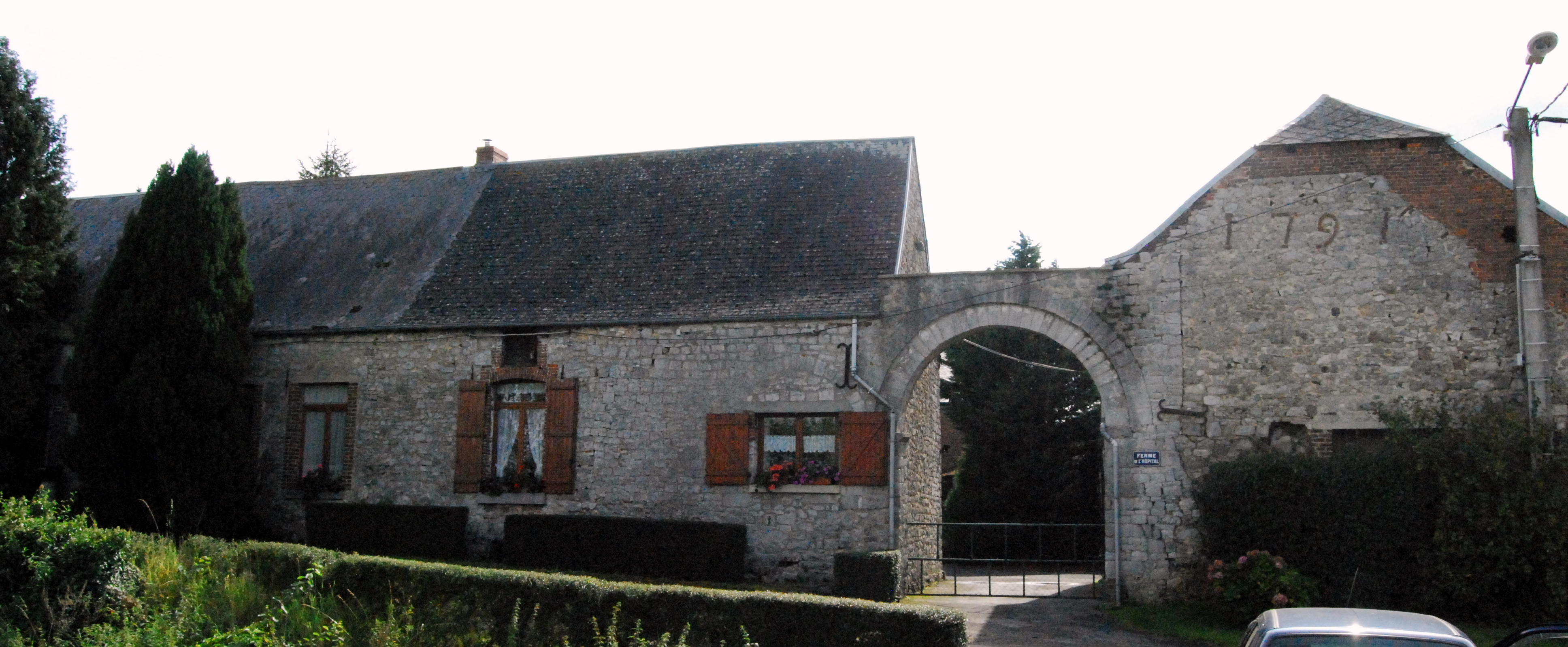
Ferme de l'hopital.
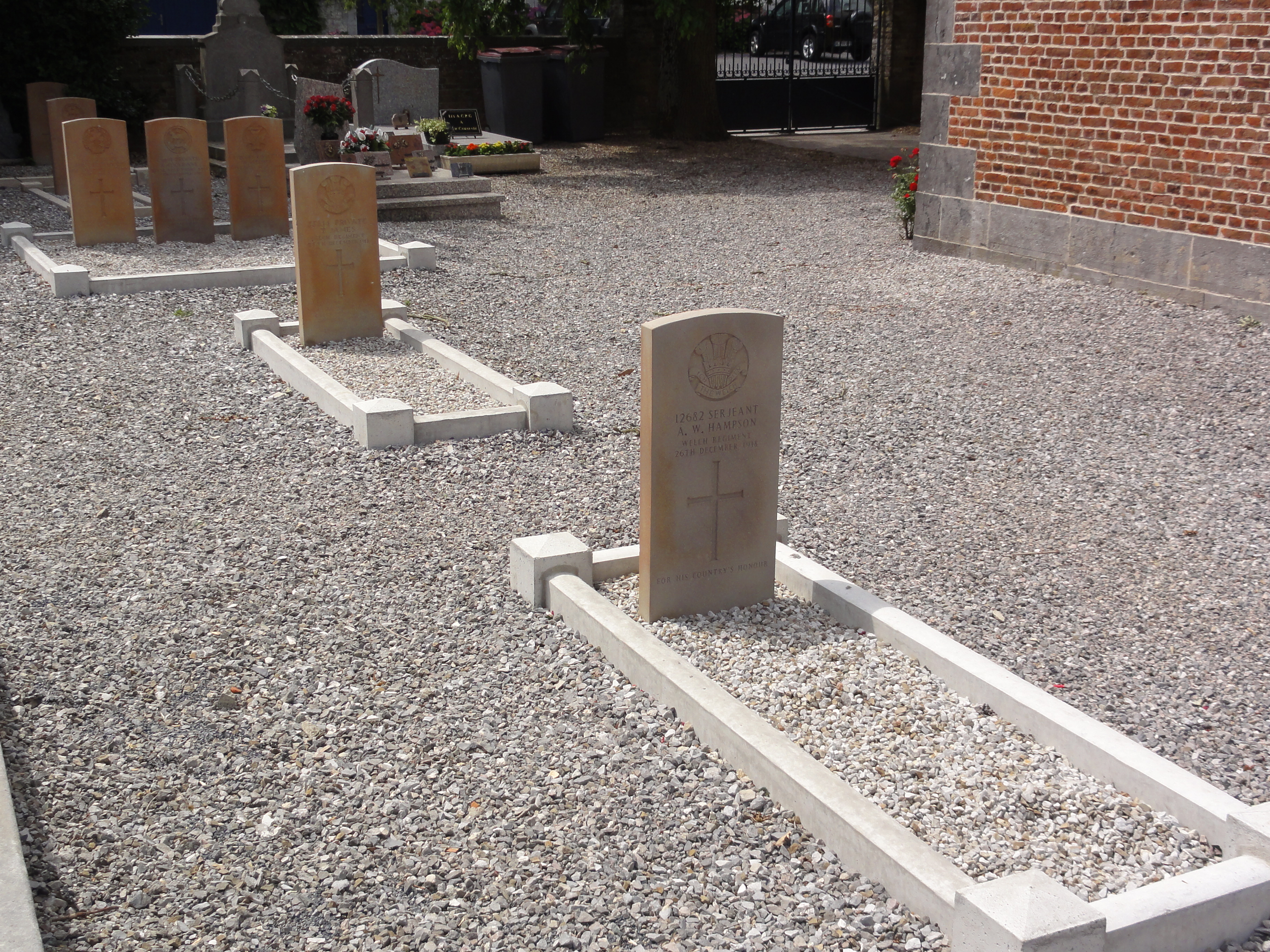
Tombes de guerre de la CWGC.
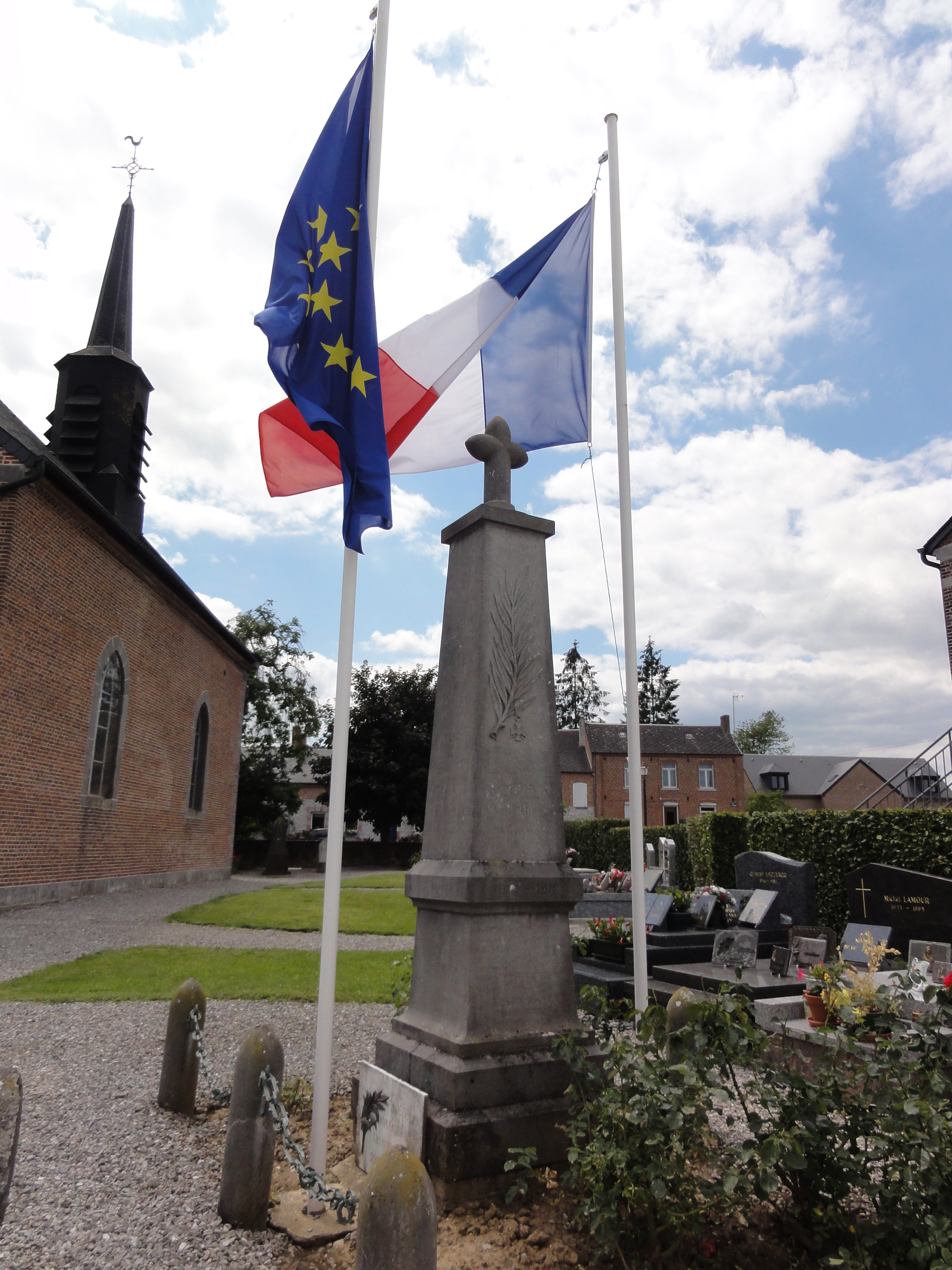
Monument aux morts.
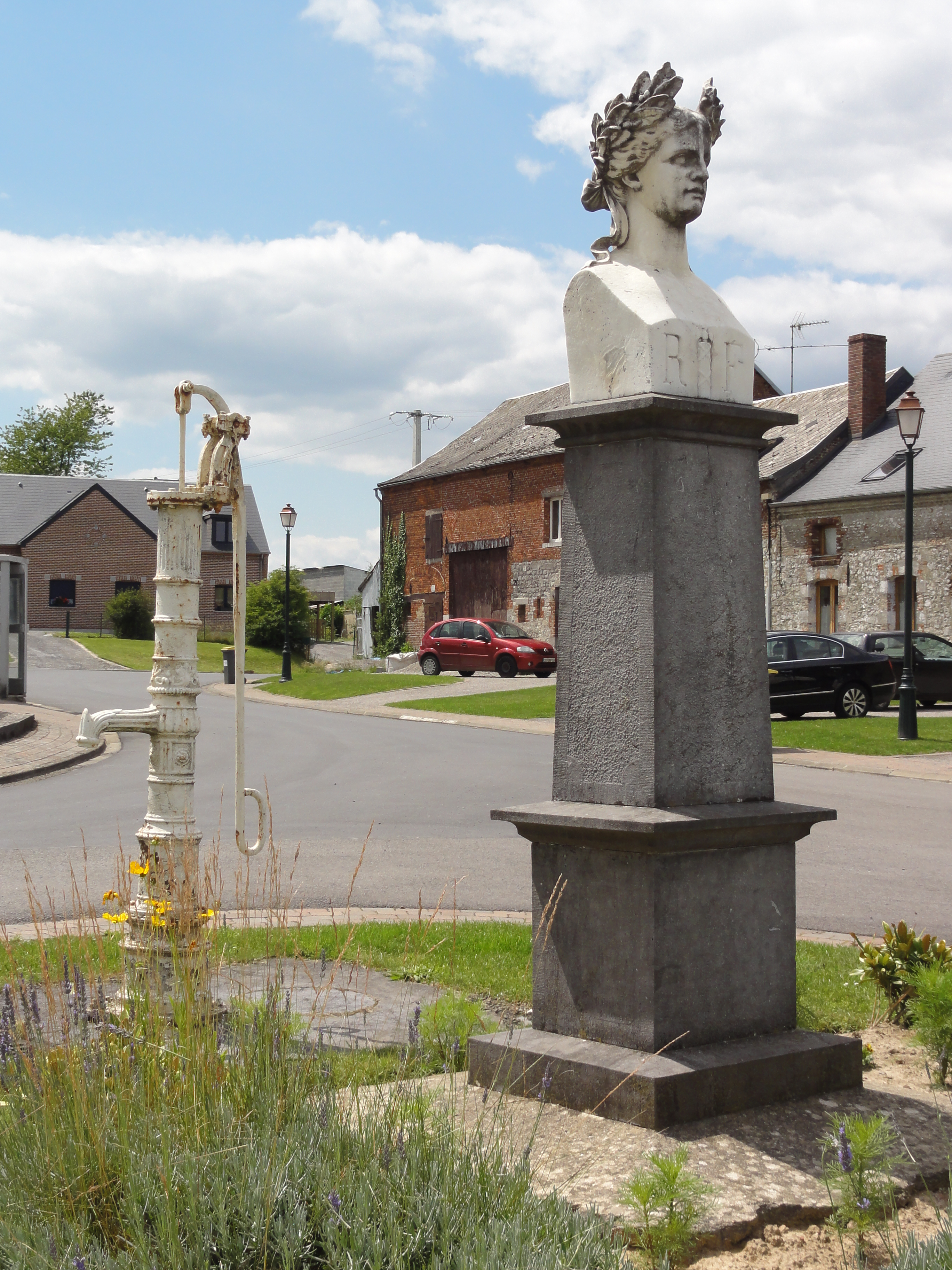
Place du village avec pompe à eau et buste de Marianne.

### Personnalités liées à la commune
- Denyse Maillard (1901-1952), chercheuse angliciste, enseignante et écrivaine française, est née et morte à Écuélin.

### Héraldique
| Armes d'Écuélin | Les armes de la commune d'Écuélin se blasonnent ainsi : D'azur au chevron d'argent, accompagné de trois aigles d'or languées et onglées de gueules. |

## Pour approfondir